# カール・メイヤー
カール・メイヤー（Karl Mayer）は、アメリカ合衆国のABCで放送されている『デスパレートな妻たち』に登場する架空の人物。演じるのはリチャード・バージ、日本語版吹替えは菅生隆之。

## 人物・経歴
職業は弁護士。アシュケナジム系ユダヤ人。
スーザンと結婚し、一女ジュリーをもうけるが、秘書ブランディとの浮気が発覚。浮気が本気になってしまい、スーザンと正式に離婚する。
離婚後も、娘のジュリーとは定期的に会っており、ブランディと自宅まで良く迎えに来る。離婚の原因となった女性と元妻の前に現れるなど、無神経な性格が窺える。
付き合っている女性と別れたい時は、彼女が寝ている時に手紙を置いて後腐れの無いように家を出て行くようにしている。

## シーズン1
スーザンとの離婚後はブランディとの付き合いを続けていたが、ある件以来スーザンとブランディが和解し、ブランディとは間もなく破局を迎えてしまう。
スーザンによりを戻そうと言い寄るが拒絶され、その後、イーディ・ブリットと付き合い始める。

## シーズン2
イーディの家に居候（同棲）していることが発覚し、スーザンに罵られる。
息子アンドリューから脅迫されている、とブリーから相談を受け、弁護士としてアンドリューを牽制。弁護士としての姿が初めて描かれる。
イーディと付き合いながらも、スーザンが未だにマイクのことを忘れていないことに嫉妬し、2人が別れた時には傷心のスーザンと寝てしまう。スーザンはその後、そのことを激しく後悔するが、カールはやがて復縁を迫るようになる。
その後、スーザンは医師のロンと付き合い始める。ところが、スーザンが手術を受けることになり、手術費用に困っている彼女のため、保険のためにイーディに内緒で偽装結婚をする。ところが、指輪と結婚証明書をイーディに見られてしまい、イーディはそれを自分のためだと勘違いしてしまう。
ロンに結婚していることとスーザンのマイクへの想いがばれてしまい、偽装結婚のことを説明して欲しいと頼まれ、スーザンの自宅で3人でディナーを共にする。マイクのことは適当に誤魔化してあったが、ロンとスーザンが上手く行きそうな雰囲気を感じ取ったカールは、わざと水道管を壊し、配管工であるマイクを呼ばせ、スーザンとロンを別れさせてしまう。
そのことがきっかけで再びスーザンとマイクが接近し始め、更にマイクがスーザンへのプロポーズ用の指輪を買っているのを目撃したカールは、「安い」指輪を印象付けようと、自宅を放火されたスーザンに一軒家をプレゼントしようとする。
しかし、その件でスーザンはマイクへの想いを再認識してしまい、カールの復縁の目論見は崩れてしまった。